# کاتاژینا کووچک
کاتاژینا کووِچک (لهستانی: Katarzyna Kołeczek؛ زادهٔ ۳۰ نوامبر ۱۹۸۴) بازیگر اهل لهستان است.
از فیلم‌ها یا مجموعه‌های تلویزیونی که وی در آن‌ها نقش داشته‌است، می‌توان به ترفندها، خیوکا، قواعد بازی، نشانه‌گذاری‌شده، ۲ ایکس‌ال، یولیا، پدر متیو، رنگ‌های خوشبختی، طایفه، عشق اول، ع چون عشق، بچه بریجت جونز، نامه به بابا نوئل، در خیابان سپولنی، هتل ۵۲، دوستان و در خوشی و سختی اشاره نمود.